# Juncus uncialis
Juncus uncialis là một loài thực vật có hoa trong họ Juncaceae. Loài này được Greene mô tả khoa học đầu tiên năm 1890.